# Louis Legros
Louis Legros (* 10. Dezember 1936 in Waremme) ist ein ehemaliger belgischer Radrennfahrer.

## Sportliche Laufbahn
Legros gewann 1957 das älteste deutsche Eintagesrennen Rund um Berlin vor seinem Landsmann Maurice Joossens. Bis zum September 1958 hatte er in jener Saison 18 Rennen gewonnen. 1958 belegte er im Etappenrennen Flèche du Sud den zweiten Platz hinter Willy Vanden Berghen. Er war 1960 für die Internationale Friedensfahrt nominiert, erkrankte aber kurz vor dem Start, für ihn startete Willy Vanden Berghen. Auch ein Start bei den UCI-Straßen-Weltmeisterschaften wurde für ihn dadurch nicht möglich. Legros blieb während seiner aktiven Zeit als Radrennfahrer Amateur.